# Lepidotrigla robinsi
Lepidotrigla robinsi és una espècie de peix pertanyent a la família dels tríglids.

## Descripció
- Fa 12,2 cm de llargària màxima.[4]

## Hàbitat
És un peix marí, demersal i de clima subtropical que viu entre 110-146 m de fondària.

## Distribució geogràfica
Es troba al Pacífic sud-occidental: les illes Kermadec.

## Observacions
És inofensiu per als humans.